# Landsbanki
Landsbanki – prywatny islandzki bank uniwersalny. 7 października 2008 roku kontrolę komisaryczną nad bankiem przejął islandzki nadzór bankowy. Prowadził również operacje międzynarodowe.
Od czasu założenia banku w roku 1885 (pierwsze operacje przeprowadzono w roku 1886) Landsbanki był podstawowym i głównym bankiem Islandii. Służył jako bank narodowy od 1927 do 1961 r. Wtedy to też został zastąpiony przez Centralny Bank Islandii na żądanie Althingu. Sprywatyzowany został w okresie od 1998 do 2003 roku.
Bank ten był znany z tego, że przez niesamodzielne oddziały zagraniczne działające w Wielkiej Brytanii oraz Holandii oferował atrakcyjne oprocentowanie wkładów na rachunkach oszczędnościowych.
Utrata zdolności do bieżącego refinansowania krótkoterminowych zobowiązań m.in. przez ten bank, a głównie przez jego zagraniczne oddziały działające pod marką Icesave w Wielkiej Brytanii i Holandii, była główną przyczyną kryzysu finansowego w Islandii.
W dniu 3 października 2008 r. Europejski Bank Centralny wydał w odniesieniu do Landsbanki wezwanie do uzupełnienia depozytu zabezpieczającego kwotą 400 mln EUR, i chociaż decyzja ta została później cofnięta, w oddziale banku w Wielkiej Brytanii doszło do wybuchu paniki bankowej, co wiązało się z koniecznością udostępnienia dużych sum w funtach szterlingach. W dniu 6 października islandzki bank centralny odrzucił wniosek Landsbanki o udzielenie pomocy. W następstwie niewywiązania się przez bank z obowiązku udostępnienia funduszy w kwocie wymaganej przez Urząd Regulacji Rynków Finansowych władze brytyjskie zamknęły oddział.
W momencie upadku Icesave miał w Wielkiej Brytanii ponad 300 tys. klientów, których oszczędności wynosiły ponad 5 mld euro.
Rząd Wielkiej Brytanii zdecydował się objąć własnymi gwarancjami zobowiązania banku wobec brytyjskich deponentów, a także zamrozić brytyjskie aktywa Landsbanki, łącznie z ulokowanymi tam środkami islandzkiego banku centralnego i rządu. Wykorzystano przy tej operacji ustawodawstwo o zwalczaniu działalności terrorystycznej.
Następnego dnia holenderski bank centralny wystąpił o wyznaczenie likwidatora w odniesieniu do oddziału Landsbanki w Amsterdamie. Tego samego dnia islandzki urząd nadzoru finansowego zawiesił radę dyrektorów Landsbanki, przejął uprawnienia przysługujące zgromadzeniom udziałowców i, korzystając z uprawnień przyznanych mu na mocy ustawy kryzysowej, powołał w ich miejsce komitet ds. restrukturyzacji i uporządkowanej likwidacji.
Następcą prawnym banku jest utworzony w 2008 Landsbankinn (do kwietnia 2011 jako: New Landsbanki).
W latach 2005–2009 bank ten był tytularnym sponsorem Úrvalsdeild, rozgrywki te wówczas nazywane były Landsbankadeildin.